# 錫莫卡縣

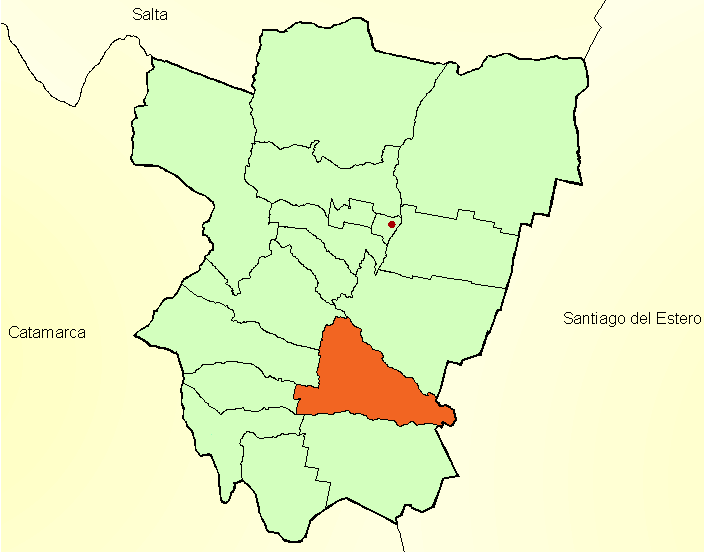

錫莫卡縣（西班牙語：Departamento Simoca），是阿根廷的縣份，位於該國西北部圖庫曼省，首府設於錫莫卡，面積1,261平方公里，該地區的地震活動頻繁和低強度，2010年人口30,876，人口密度每平方公里24.49人。
27°15′47″S 65°21′28″W / 27.26306°S 65.35778°W